# Задужбина Лазара и Анке Стојадиновић
Задужбина Лазара Стојановића, пензионисаног вишег контролора Министарства поште и телеграфа и његове супруге Анке подигнута је у Врњачкој Бањи 1937. године. Зграда је позната и под називом Задужбина Лазара и Анке Стојадиновић, јер је главна идеја и подизање здања била рехабилитација и опоравак поштанских радника. Данас у овој згради смештен је угоститељски објекат Вила Лазар Архивирано на веб-сајту  (31. јануар 2022).

## Историја
Овај споменик културе подигнут је уз помоћ задужбинарског фонда Лазара и Анке Стојадиновић. Како се мењао и растао, полако су постојала средства са којима је могао да се подигне и изгради санаторијум. Овај санаторијум је био савремен и веома удобан за то време. На самом ободу брда Бранкова главица, са десне стране Липовачке реке 1937. године подигнут је Задужбина Лазара и Анке Стојадиновић.

## Изглед
Поштански дом је и тада, а и данас важио за једну од најлепших грађевина у Врњачкој бањи. Зграда и данас има исти број спратова. Чине их: сутерен, високо приземље, спрат и поткровље. Имала је десет соба различите величине, које су биле смештене на два спрата и заједничка купатила са по две кабине (посебно за мушкарце, посебно за жене). По узору на хотеле и угоститељске објекте тог доба имала је и централни ходник. Темељи зграде су саграђени од набијеног бетона, који је обложен каменом пешчаром. На тај начин је ова вила подсећала на српске куће из тог краја. На вишим спратовима задужбина је грађена од цигала старинског формата са додатком кречног малтера. Рељефне декорације су плитке, али су наглашене на угаоним површинама. Најуочљивије је монументално двоструко степениште које из дворишта води на високо приземље и терасу ограђену балустрадом. Ова тераса украс је и саме фасаде. Што се тиче ентеријера, удружење ПТТ чиновника (које је и користило санаторијум) купило је сав намештај.

## Реконструкције
Иако је дуго била у запуштеном стању, 1990. године задужбина је обновљена, а  тада су реновиране и измењене унутрашње просторије. Котларница и трпезарија су дограђене са северне стране. Мансардно решење поткровља, обојено белим лимом, као код зграда у Француској, додато је тада. 